# Convento de San Francisco (Albacete)
El convento de Frailes Observantes de San Francisco, también conocido simplemente como convento de San Francisco, fue un convento de franciscanos observantes fundado en el siglo XV en la ciudad española de Albacete.

## Historia
Los franciscanos observantes se afincaron en Albacete hacia 1485 gracias a donaciones del ayuntamiento y de un particular. Su iglesia se comenzó a levantar en 1519 en La Veleta. El convento recibió la visita de la Virgen de Los Llanos en 1686, cuando se le hizo un nuevo trono para hacerle un novenario, por lo que desde ese día la patrona también era acogida en el convento en sus visitas a la villa. El convento fue abandonado en 1835 por la desamortización. En los años siguientes fue la sede de instalaciones militares y de la Escuela Normal de Albacete. Fue demolido en 1879.

## Características
La iglesia tenía tres naves y tres tramos separados por columnas, con una cabecera con tres capillas y un ábside central.
El templo albergaba numerosas devociones tales como la Purísima Concepción, San Francisco, santa Bárbara, Santa Catalina Mártir y San Francisco de Padua, San Diego de Alcalá, Nuestra Señora del Loreto, Nuestra Señora de la Piña, la Virgen del Buen Suceso, la Capilla de San Bartolomé, la Capilla de los Reyes, Nuestra Señora de los Dolores, San Antonio Abad, Jesús Nazareno y el Cristo del Sepulcro, San Juan, San Laurencio o Nuestra Señora de la Soledad.